# Comuna Zagorska Sela, Krapina-Zagorje
Zagorska Sela este o comună în cantonul Krapina-Zagorje, Croația, având o populație de 996 de locuitori (2011).

## Demografie
Componența etnică a comunei Zagorska Sela
     Croați (96,59%)
     Sloveni (2,61%)
     Necunoscut (0,3%)
     Neclasificat (0,2%)
Componența confesională a comunei Zagorska Sela
     Catolici (97,99%)
     Necunoscută (1%)
     Alte religii (1%)
Conform recensământului din 2011, comuna Zagorska Sela avea 996 de locuitori. Din punct de vedere etnic, majoritatea locuitorilor (96,59%) erau croați, cu o minoritate de sloveni (2,61%). Apartenența etnică nu este cunoscută în cazul a 0,3% din locuitori. Din punct de vedere confesional, majoritatea locuitorilor (97,99%) erau catolici. Pentru 1,0% din locuitori nu este cunoscută apartenența confesională.